# Juliomys ossitenuis
Juliomys ossitenuis (Costa, Pavan, Leite & Fagundes, 2007) è un roditore della famiglia dei Cricetidi endemico del Brasile.

## Descrizione

### Dimensioni
Roditore di piccole dimensioni, con la lunghezza della testa e del corpo tra 82 e 97 mm, la lunghezza della coda tra 89 e 116 mm, la lunghezza del piede tra 20 e 21 mm, la lunghezza delle orecchie tra 14 e 17 mm e un peso fino a 28 g.

### Aspetto
La pelliccia è corta e soffice. Le parti dorsali sono bruno-arancioni scure, il naso e la groppa sono più chiari e brillanti, mentre le parti ventrali sono bianco crema. Le zampe sono corte e larghe, il loro dorso è ricoperto di piccoli peli arancioni. La coda è più lunga della testa e del corpo, più scura sopra, più chiara sotto e con un piccolo ciuffo di peli all'estremità.  Il cariotipo è 2n=20 FN=36.

## Biologia

### Comportamento
È una specie arboricola.

### Riproduzione
Una femmina che allattava è stata osservata a maggio agli inizi della stagione secca.

## Distribuzione e habitat
Questa specie è diffusa negli stati brasiliani di San Paolo, Minas Gerais ed Espírito Santo.
Vive nelle foreste pluviali atlantiche e semi-decidue oltre gli 800 metri di altitudine.

## Conservazione
Questa specie, essendo stata scoperta solo recentemente, non è stata sottoposta ancora a nessun criterio di conservazione.